# Citoarchitettura
La Citoarchitettura (en. cytoarchitecture) o citoarchitettonica (Cytoarchitectonics) (dal greco κύτος=cellula + αρχιτεκτονική=architettura) è lo studio della composizione cellulare dei tessuti svolto col microscopio. I due termini sono intercambiabili, ma nel campo delle neuroscienze cytoarchitectonics è quello più usato.
In biologia, il termine "citoarchitettura" si può riferire alla disposizione delle cellule in un tessuto o alla costruzione molecolare di una singola cellula. Nelle neuroscienze, si riferisce specificamente alla disposizione dei soma neuronali nel cervello e nel midollo spinale.